# Axel A. Weber

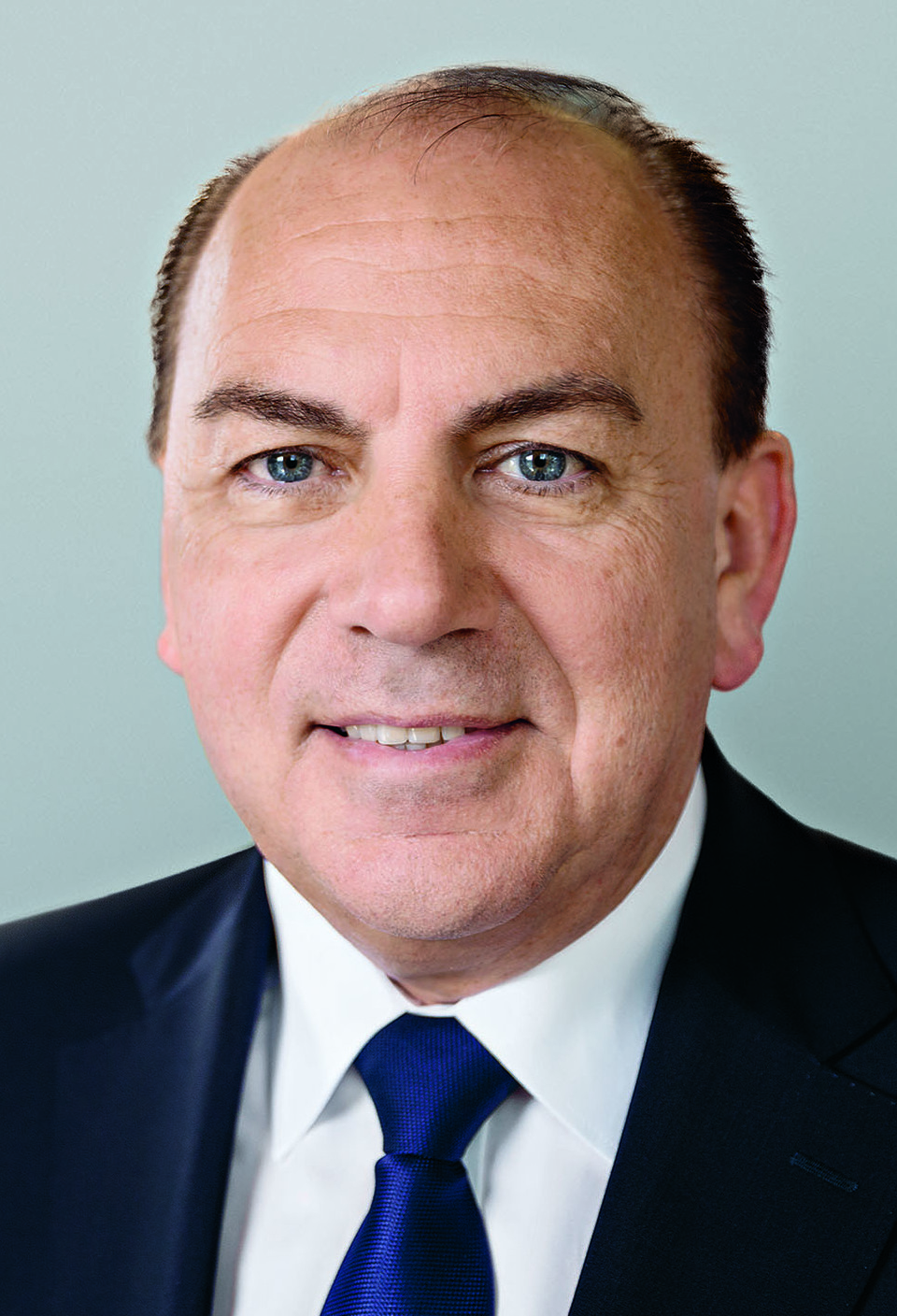
Axel A. Weber (2014)

Axel Alfred Weber (* 8. März 1957 in Kusel) ist ein deutscher Ökonom, Professor und Bankmanager. Er war von 2012 bis 2022 Verwaltungsratspräsident der Schweizer Großbank UBS. Darüber hinaus ist er Mitglied der Group of Thirty. Als Präsident der Deutschen Bundesbank vom 30. April 2004 bis zum 30. April 2011 war Weber eine der Schlüsselfiguren während der Eurokrise, als die Gefahr eines Auseinanderbrechens der Europäischen Wirtschafts- und Währungsunion drohte.

## Ausbildung
Im Jahr 1976 nahm Weber das wirtschafts- sowie das verwaltungswissenschaftliche Studium an der Universität Konstanz auf, das er mit einem Diplom in Volkswirtschaftslehre 1982 abschloss.
In den danach folgenden sechs Jahren (von 1982 bis 1988) arbeitete Weber als wissenschaftlicher Mitarbeiter am Lehrstuhl „Geld und Währung“ an der Universität-Gesamthochschule Siegen und promovierte im Jahr 1987 zum Dr. rer. pol. 1988 folgten wissenschaftliche Aufenthalte als Gastdozent am Queen Mary College der Universität London und am Center for Economic Research der Katholieke Universiteit Brabant in Tilburg.
Nach seiner Rückkehr im Jahre 1989 wurde er in Siegen wissenschaftlicher Assistent im Fachbereich Wirtschaft.

## Karriere

### Lehrstuhl- und Expertentätigkeit
Nach der Habilitation an der Universität Siegen bekam er 1994 den Lehrstuhl für Wirtschaftstheorie an der Universität Bonn und wechselte 1998 zur Johann Wolfgang Goethe-Universität Frankfurt am Main. Von 2001 bis 2004 hatte er einen Lehrstuhl für Internationale Ökonomie an der Universität zu Köln inne. Weber war Mitglied des Hochschulrats der Johann Wolfgang Goethe-Universität Frankfurt am Main und der Universität Siegen.
Von 2002 bis 2004 war Weber Mitglied im Sachverständigenrat zur Begutachtung der gesamtwirtschaftlichen Entwicklung (Rat der Wirtschaftsweisen). Außerdem gehörte er seit Oktober 2002 dem Sachverständigenausschuss der Deutschen Bundesbank an und war im Verwaltungsrat der Bank für Internationalen Zahlungsausgleich (BIZ).

### Präsident der Deutschen Bundesbank
Im April 2004 wurde der parteilose Weber auf Vorschlag von Bundesfinanzminister Hans Eichel als Nachfolger des zurückgetretenen Ernst Welteke zum neuen Präsidenten der Deutschen Bundesbank ernannt. Die Wahl stieß in der Öffentlichkeit auf ein positives Echo, unter anderem bei Wirtschaftsvertretern und bei Oppositionspolitikern. Mit seiner Ernennung zum Präsidenten der Bundesbank schied Weber aus dem Sachverständigenrat aus, da die Mitglieder des Rates weder einer (gesetzgebenden) Körperschaft des Bundes noch dem öffentlichen Dienst (Ausnahme: Hochschullehrer, Forschungsinstitut) angehören dürfen.
Von 2004 bis 2011 war Weber Mitglied des Rates der Europäischen Zentralbank, Verwaltungsratsmitglied der Bank für Internationalen Zahlungsausgleich, Gouverneur des Internationalen Währungsfonds für Deutschland sowie Mitglied der G7- und G20-Minister und -Gouverneure.

#### Rolle in der Bankenkrise
Nach der Krise am US-amerikanischen Subprime-Markt (Subprime-Krise) begann im Sommer 2007 eine Banken- und Finanzkrise. Noch am 2. August 2007, drei Tage nach Bekanntwerden der massiven Probleme bei der IKB Deutsche Industriebank, veröffentlichte die Bundesbank folgende Erklärung als „Pressenotiz“:
1. Befürchtungen bezüglich einer Bankenkrise in Deutschland entbehren jeder Grundlage. Die Probleme der IKB sind institutsspezifischer Natur. Sie wurden durch den Beistand der KfW wirkungsvoll aufgefangen.
2. Das Engagement deutscher Kreditinstitute am amerikanischen Immobilienmarkt ist überschaubar und insgesamt begrenzt. Es konzentriert sich auf Anlagen mit hoher Bonität.
3. Der in einigen Medienberichten hergestellte Vergleich der aktuellen Wirtschaftslage zur Bankenkrise 1931 ist völlig abwegig.[3]

Dafür wurde Weber später von vielen Seiten kritisiert, denn in der Folge fanden durchaus „Rettungsaktionen“ für deutsche Banken statt, wie für IKB Deutsche Industriebank, Sachsen LB, WestLB, Hypo Real Estate (HRE) und Commerzbank.

#### Rücktritt
Im Februar 2011 erklärte Weber seinen Rücktritt zum 30. April 2011 – und damit ein Jahr vor dem Ende seiner regulären Amtszeit. Sein Nachfolger als Bundesbankpräsident wurde Jens Weidmann. Dieser Schritt erfolgte mitten im Poker um die Nachfolge des scheidenden EZB-Präsidenten Jean-Claude Trichet. Bis dahin galt Weber lange Zeit inoffiziell als Kandidat der Bundeskanzlerin Angela Merkel für das Amt des EZB-Präsidenten. Statt Weber wurde Mario Draghi, der damalige Gouverneur der Banca d’Italia, im November 2011 EZB-Präsident. Die Gründe für den plötzlichen Rücktritt Webers wurden der Öffentlichkeit nicht bekanntgegeben.
Im Dezember 2013 erklärte Weber in einem „Zeit“-Interview, er sei zurückgetreten, weil er mit der neuen Geldpolitik in Europa nicht einverstanden gewesen sei und Beschlüsse vertreten musste, die er nicht für richtig gehalten habe. Zeitgleich nannte EZB-Präsident Draghi in einem „Spiegel“-Interview deutsche Sorgen wegen der Folgen der Eurorettungspolitik „perverse Angst“.

### Weiterer Werdegang
Weber lehrte und forschte zunächst ein Jahr lang als Gastprofessor an der Booth School of Business der University of Chicago.
Am 3. Mai 2012 wurde er zum Präsidenten des Verwaltungsrats der Schweizer Großbank UBS gewählt, wo er Kaspar Villiger ablöste. Er erhielt eine Antrittsprämie von gut vier Millionen Schweizer Franken in bar und Aktien. Sein Amtsvorgänger erklärte, die Zahlung habe auch damit zu tun, dass Weber auf die in der Schweiz übliche Zahlung für die Altersvorsorge „in mehrfacher Millionenhöhe“ verzichtet habe und zu einem in Deutschland nicht üblichen Einjahresvertrag bereit gewesen sei.
Er trat 2022 als Verwaltungsratspräsident der UBS zurück, zu seinem Nachfolger bei der UBS wurde der Ire Colm Kelleher gewählt.
Außerdem ist Weber seit 2012 Vorsitzender des Governance and Nominating Committee und seit 2013 Vorsitzender des Corporate Culture and Responsibility Committee. 

### Tätigkeiten und Interessenbindungen
Seit 2012 ist Weber Mitglied des European Financial Services Roundtable. Anfang 2013 wurde er Mitglied der Group of Thirty in Washington, D.C. Im November desselben Jahres wurde Axel Weber zum Verwaltungsratsmitglied des Swiss Finance Council (SFC), einer neugegründeten Lobbyorganisation von UBS und Credit Suisse, gewählt. SFC ist in Brüssel mit einer Niederlassung präsent.
Seit 2014 ist Weber Verwaltungsratsmitglied der Schweizerischen Bankiervereinigung.
Er ist Mitglied des Stiftungsrates von Avenir Suisse und des Beirates des Instituts für Volkswirtschaftslehre an der Universität Zürich. Außerdem ist er seit Oktober 2016 Verwaltungsratsvorsitzender des Institute of International Finance und seit November 2016 Kuratoriumsvorsitzender des Deutschen Instituts für Wirtschaftsforschung (DIW).
Axel A. Weber hält weitere Mandate:
- Mitglied des Beirats Zukunft Finanzplatz
- Mitglied der European Banking Group
- Mitglied des International Advisory Panel der Monetary Authority of Singapore
- Mitglied des Beirats des Instituts für Volkswirtschaftslehre an der Universität Zürich
- Mitglied der Trilateral Commission[18]

## Auszeichnungen
- 2007 Ehrendoktorwürde der Universität Duisburg-Essen für seine Verdienste um die empirische Wirtschaftsforschung, die Internationalisierung der wirtschaftspolitischen Forschung und die wissenschaftliche Politikberatung.[20]

- 2009 Ehrendoktorwürde der Universität Konstanz.[21]

- 2014 European Banker of the Year